# Leichtathletik-Europameisterschaften 1998/20 km Gehen der Männer

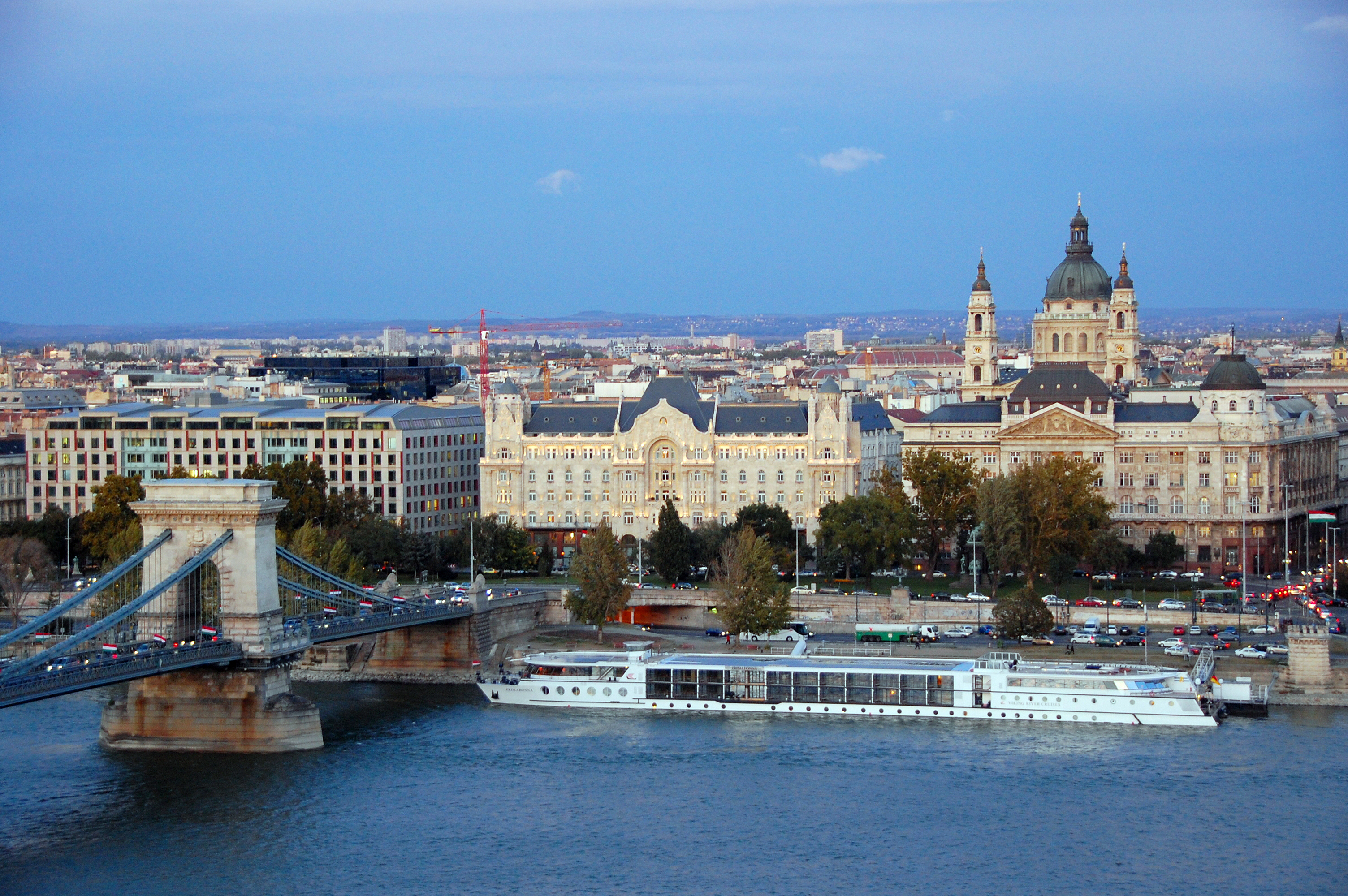
Blick auf Anleger Budapest im Jahr 1998

Das 20-km-Gehen der Männer bei den Leichtathletik-Europameisterschaften 1998 wurde am 18. August 1998 in den Straßen der ungarischen Hauptstadt Budapest ausgetragen.
Europameister wurde der russische Olympiazweite von 1996 Ilja Markow. Er gewann vor dem Letten Aigars Fadejevs. Bronze ging an den Spanier Francisco Javier Fernández.

## Bestehende Rekorde / Bestleistungen
Anmerkung:

Rekorde wurden damals im Marathonlauf und Straßengehen wegen der unterschiedlichen Streckenbeschaffenheiten mit Ausnahme von Meisterschaftsrekorden nicht geführt.
| Weltbestzeit         | 1:18:13 h | Pavol Blažek           | Hildesheim, BR Deutschland | 16. September 1990 |
| Europabestzeit       | 1:18:13 h | Pavol Blažek           | Hildesheim, BR Deutschland | 16. September 1990 |
| Meisterschaftsrekord | 1:18:45 h | Michail Schtschennikow | EM in Helsinki, Finnland   | 7. August 1994     |

Der bestehende EM-Rekord wurde bei diesen Europameisterschaften nicht erreicht. Mit seiner Siegerzeit von 1:21:10 h blieb der russische Europameister Ilja Markow 2:25 min über dem Rekord. Zur Welt- und Europabestzeit fehlten ihm 2:57 min.

## Legende
Kurze Übersicht zur Bedeutung der Symbolik – so üblicherweise auch in sonstigen Veröffentlichungen verwendet:
| DNF | Wettkampf nicht beendet (did not finish) |
| DSQ | disqualifiziert                          |

## Durchführung
Hier gab es keine Vorrunde, alle 33 Geher traten gemeinsam zum Finale an.

## Ergebnis

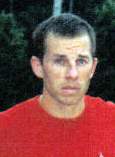
Europameister Ilja Markow, 1996 Olympiazweiter – 1999 Weltmeister und 2001 Vizeweltmeister

18. August 1998
| Platz | Name                       | Nation       | Zeit (h) |
| ----- | -------------------------- | ------------ | -------- |
| 1     | Ilja Markow                | Russland     | 1:21:10  |
| 2     | Aigars Fadejevs            | Lettland     | 1:21:25  |
| 3     | Francisco Javier Fernández | Spanien      | 1:21:39  |
| 4     | Andreas Erm                | Deutschland  | 1:21:53  |
| 5     | Sándor Urbanik             | Ungarn       | 1:22:12  |
| 6     | Iwan Trozki                | Belarus      | 1:22:46  |
| 7     | Denis Lenglois             | Frankreich   | 1:23:02  |
| 8     | Jewgeni Schmaljuk          | Russland     | 1:23:32  |
| 9     | Valentí Massana            | Italien      | 1:23:46  |
| 10    | Giovanni De Benedictis     | Italien      | 1:25:06  |
| 11    | Michele Didoni             | Italien      | 1:25:54  |
| 12    | Alessandro Gandellini      | Italien      | 1:25:57  |
| 13    | José Urbano                | Portugal     | 1:26:04  |
| 14    | Claus Jørgensen            | Dänemark     | 1:26:28  |
| 15    | Igor Kollár                | Slowakei     | 1:26:43  |
| 16    | Anthony Gillet             | Frankreich   | 1:27:07  |
| 17    | Róbert Valíček             | Slowakei     | 1:27:25  |
| 18    | Gyula Dudás                | Ungarn       | 1:27:51  |
| 19    | Feodosii Ciumacenco        | Moldau       | 1:27:56  |
| 20    | João Vieira                | Portugal     | 1:29:38  |
| 21    | Jiří Malysa                | Tschechien   | 1:30:16  |
| 22    | Spirídon Kastánis          | Griechenland | 1:30:19  |
| 23    | André Höhne                | Deutschland  | 1:32:28  |
| 24    | Erik Kalina                | Slowakei     | 1:35:55  |
| 25    | Michael Casey              | Irland       | 1:38:58  |
| DNF   | Michail Schtschennikow     | Russland     |          |
| DNF   | Jan Staaf                  | Schweden     |          |
| DNF   | Pierce O’Callaghan         | Irland       |          |
| DSQ   | Daniel Plaza               | Spanien      |          |
| DSQ   | Bengt Bengtsson            | Schweden     |          |
| DSQ   | Andrei Makarov             | Belarus      |          |
| DSQ   | Birger Fält                | Schweden     |          |
| DSQ   | Artur Meleshkevich         | Belarus      |          |

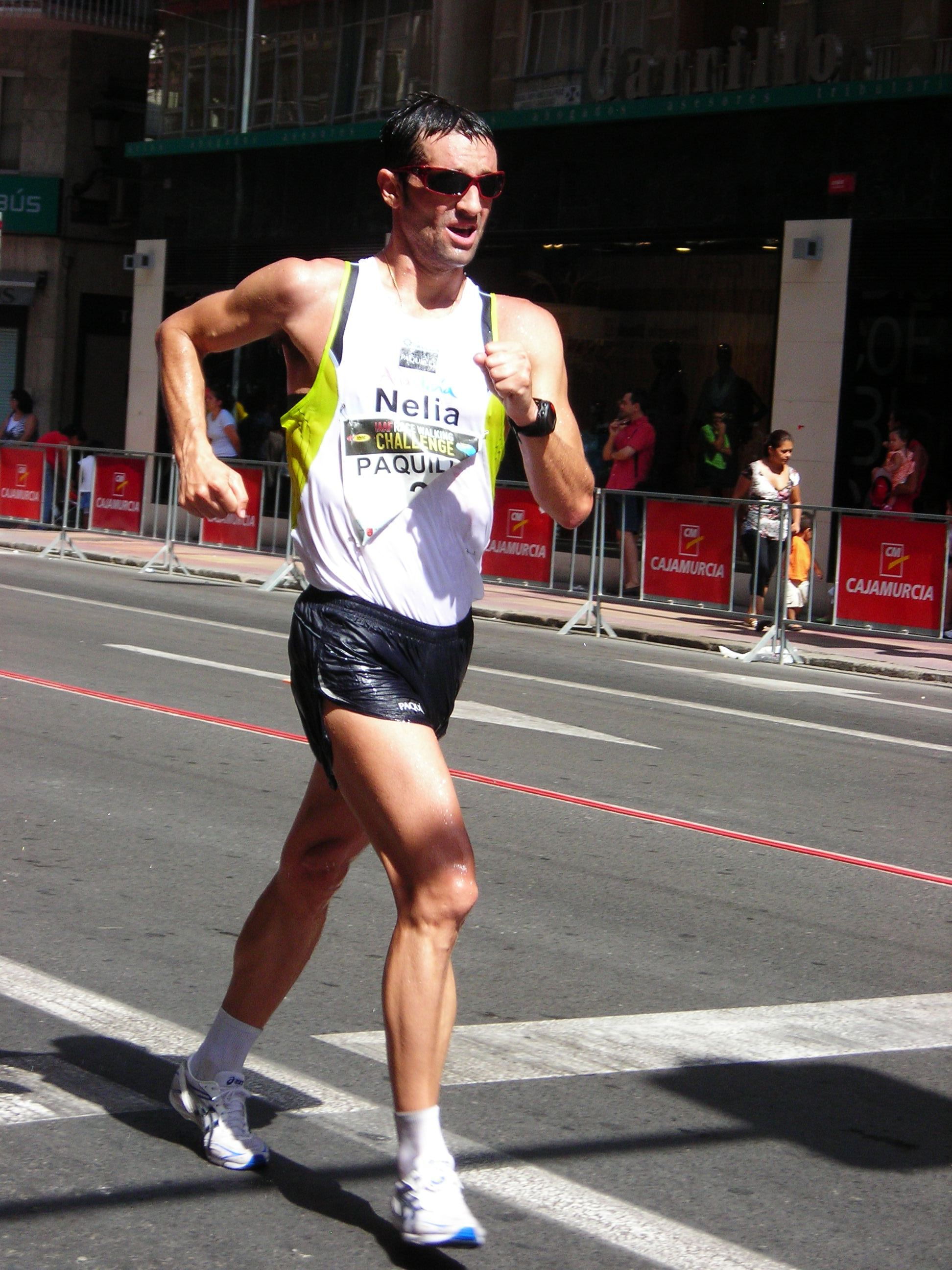
Bronzemedaillengewinner Francisco Javier Fernández – 2002 und 2006 wurde er Europameister, 2005 und 2007 Vizeweltmeister

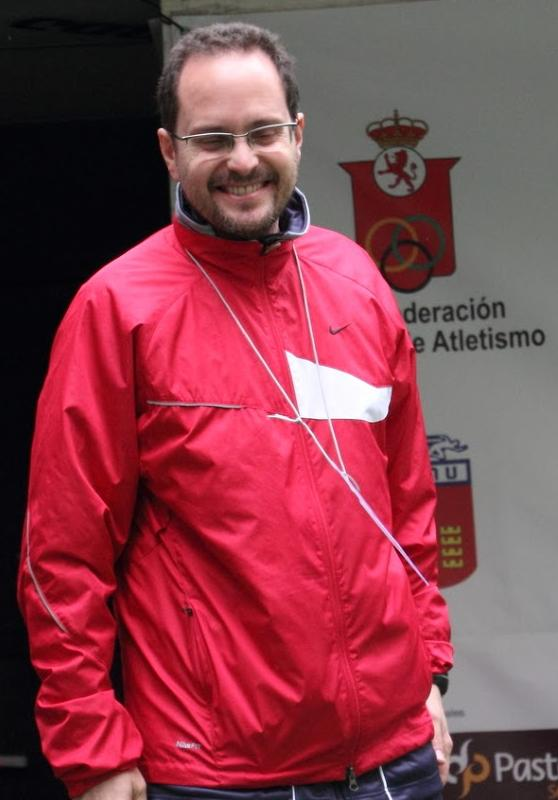
Valentí Massana, 1993 Weltmeister, 1995 Vizeweltmeister – jeweils über 20 km – und 1996 Olympiadritter auf der 50-km-Strecke, erreichte Platz neun
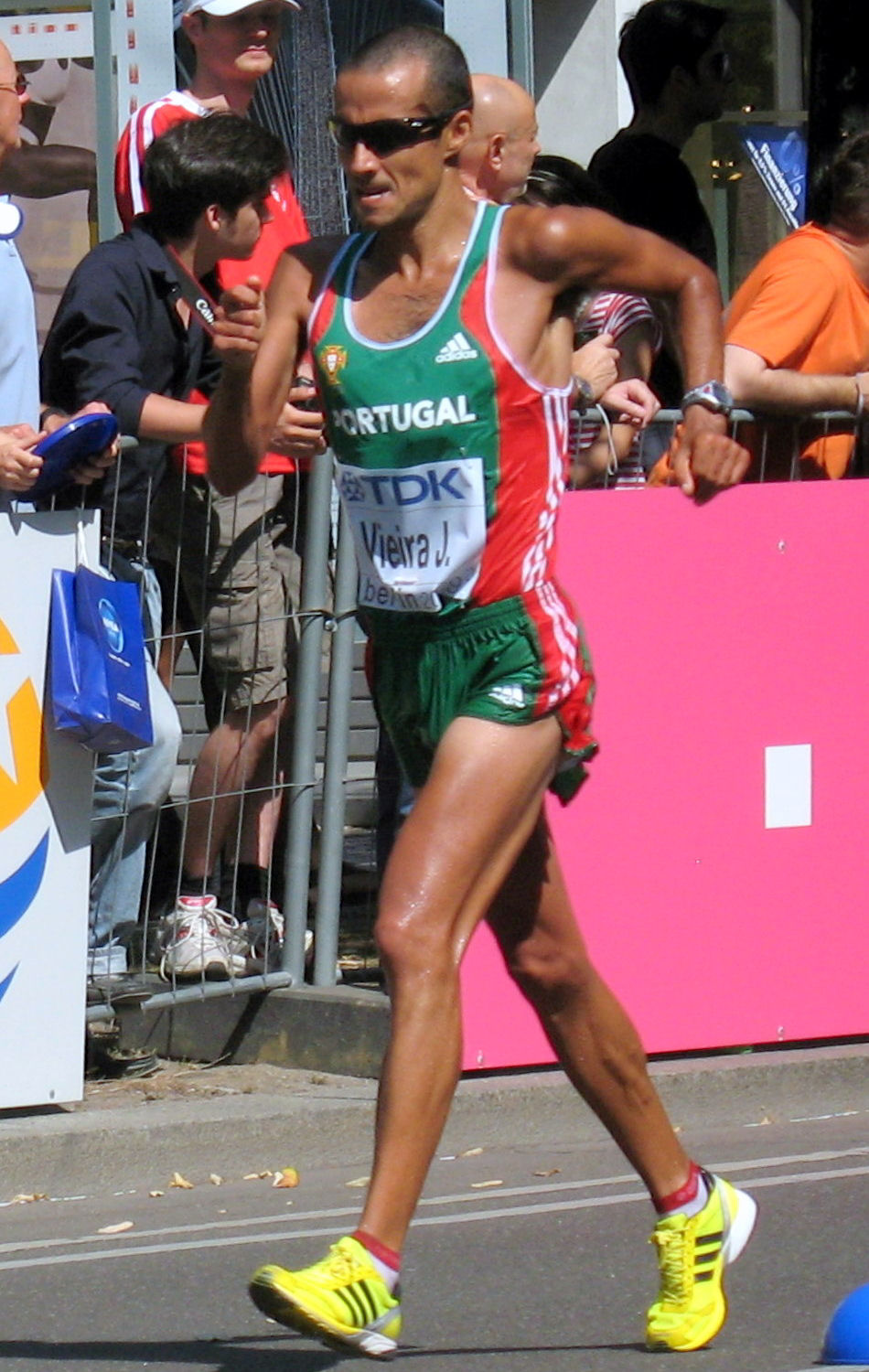
João Vieira belegte Rang zwanzig
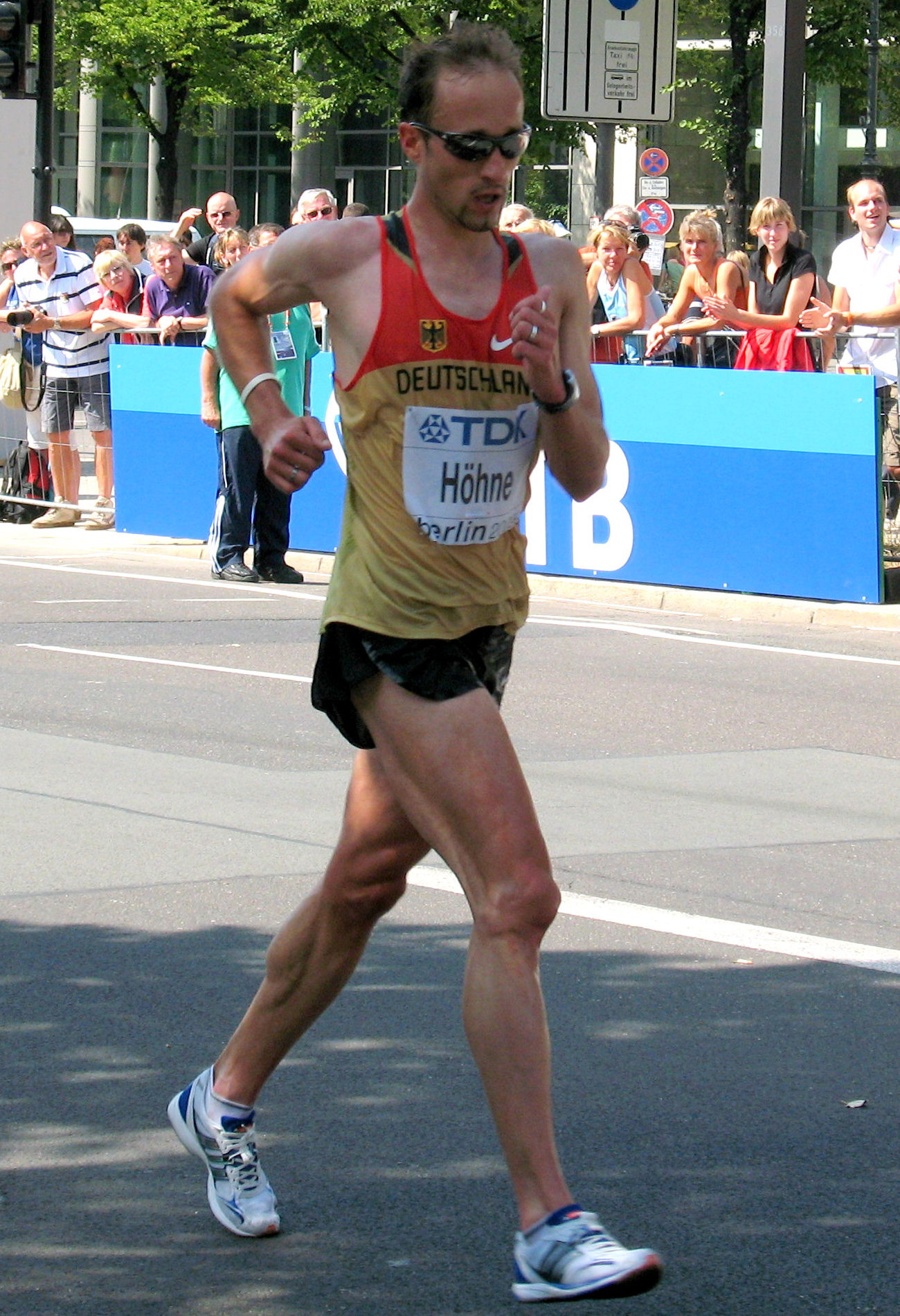
André Höhne kam auf 23. Platz
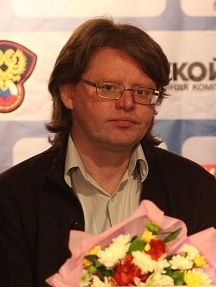
Der Titelverteidiger und Vizeweltmeister von 1991 und 1997 erreichte hier nicht das Ziel

## Videolink
- Campionati europei - Budapest'98 – 6/6, youtube.com, abgerufen am 7. Januar 2023